# Бехтеевка (Воронежская область)
Бехтеевка — хутор в Семилукском районе Воронежской области, относится к Лосевскому сельскому поселению.

## География
На хуторе имеется одна улица — Зеленая.

## Население
| 2010 |
| ---- |
| 33   |